# Hässle AB
Hässle AB var ett svenskt medicintekniskt bolag som från 1942 ingick i Astra. Bolaget hade grundats av apotekaren Paul Nordström i Hässleholm men flyttades till Göteborg och Mölndal 1954. Bolaget utvecklade flera av Astras största försäljningsframgångar, bland annat Losec.

## Historia
Paul Gustav Nordström tillhörde de drivande i tanken på en svensk läkemedelsindustrin i början av 1900-talet. Han skolade sig på apoteket Svanen i Lund, där han började som elev 1887 och tog farmacie studiosiexamen 1891.
Redan 1904, då Nordström arbetade på apoteket Kärnan i Helsingborg, började han tillverka sitt första preparat, vilket var ovanligt vid denna tid, då de flesta apotek sålde utlandsproducerade produkter. Detta kan vara en orsak att Nordström i apotekarsocietetens tidning Unicornis, beskrivs under rubriken "Pionjären". Samtidigt med detta första preparat, som var en järnaluminatförening som hette Ferrinol, tog han också fram desinfektionsmedlet Auroform, som blev vida spritt och användes i svenska hem ända till slutet av 50-talet.
1906 blev Nordström föreståndare för apoteket i Hässleholm, (som  senare  fick  namnet  Kronan) och parallellt med sitt arbete som föreståndare för apoteket, startade han en  läkemedelsfabrik (Apotekets i Hässleholm Kem. Farm. Laboratorium) och strax därefter  en vattenfabrik. 1912 gav Nordström ut en läkemedelskatalog med målet att tillverka svenska läkemedel som skulle konkurrera med utländska.
Läkemedelsfabriken och vattenfabriken slogs 1928 samman till  ”Apotekare Paul  G Nordströms fabriker” och tillverkningen skedde i en fabrik som detta år byggdes på Vattugattan i Hässleholm och därefter byggdes till 1938. Fastigheten övertogs senare av tidningen Norra Skåne och därefter gav den plats till Hässleholms kulturhus.
Astra köpte 1913 rätten att licenstillverka 15 av Nordströms läkemedel, men rätten återkallades 1918 då kvalitén på dessa läkemedel försämrats i takt med Astras vikande lönsamhet efter kriget.
Under världskriget satt Hessle på en stor mängd åtråvärda råvaror och 1942 köpte Astra verksamheten och slog samman den med företaget Tika, som man förvärvat 1939. Namnet byttes nu till Hässle-Tika och två år senare döptes bolaget om igen till AB Hässle. Nordström var kvar i bolaget som styrelseordförande.
När Nordström gick bort 1953 flyttades verksamheten från Hässleholm. Produktionen flyttade till Södertälje medan forskning och utveckling förlades till Göteborg under namnet AB Hässle. Administrationen fanns först i Gårda och laboratorium i Mölndal. Hässle AB:s lokaler i Gårda befann sig på Gårdavägen 9 i en före detta korkfabrik (Wicanders korkfabrik) som Astra genom sitt distributionsföretag Distra AB tagit över 1956. Den kemisk-tekniska verksamheten inom bolaget blev kvar i Hässleholm och samlades i bolaget AB Tikamin som hade haft verksamhet i Eslöv. Bolaget blev 1969 Astra-Dinol.
Ivan Östholm var forskningschef 1954–1978 på Hässle och han upp forskningen genom samarbete med universitetsforskare, främst forskare vid Göteborgs universitet och vid Framaceutiska fakulteten vid Uppsala universitet. Flera av de projekt som startades under hans ledning blev mycket framgångsrika och bidrog till Astras utveckling. De viktigaste var betablockerare (Aptin, Seloken), kalciumantagonister (Plendil), protonpumpshämmare (Losec) och depåtabletter (Duretter, ZOK).
Både Seloken och Losec utvecklades vid Hässle AB i Mölndal liksom Aptin och Plendil. Hässle AB utgjorde ett litet forskningsbolag inom koncernen men som stod bakom de stora försäljningsframgångarna. Bolaget arbetade nära akademin i sitt forskning- och utvecklingsarbete. Bland de som verkade i bolaget hörde farmakologen och nobelpristagaren Arvid Carlsson. Det var också möjligheten till nära samarbete ned Sahlgrenska som föranledde flytten av bolaget från Hässleholm till Göteborg och Mölndal. Arvid Carlsson tog i samarbete med Astra i slutet av 1970-talet fram det första SSRI-preparatet Zelmid (Zimelidin), som inregistrerades i Sverige 1982. På grund av sällsynta men allvarliga biverkningar avregistrerades detta preparat efter en tid. 
Omkring 1970 flyttade Hässle till nybyggd fastighet i Mölndal i Åbro industriområde där verksamheten finns kvar som del av Astra Zeneca.